# 4870 Shcherbanʹ
4870 Shcherbanʹ eller 1989 UV8 är en asteroid i huvudbältet som upptäcktes den 25 oktober 1989 av den sovjetisk-ryska astronomen Ljudmila Zjuravljova vid Krims astrofysiska observatorium på Krim. Den är uppkallad efter Vladimir O. Shcherbanʹ.
Asteroiden har en diameter på ungefär 20 kilometer.